# Пиж'яновський
Пиж'яновський (рос. Пыжьяновский, башк. Пыжьяновка) — присілок у складі Белебеївського району Башкортостану, Росія. Входить до складу Усень-Івановської сільської ради.
Населення — 3 особи (2010; 4 в 2002).
Національний склад:
- росіяни — 50 %